# فیرفیلد (آیداهو)
فیرفیلد(به انگلیسی: Fairfield) شهری در شهرستان کاماس ایالت آیداهو است که جمعیت آن در سرشماری سال ۲۰۱۰ میلادی ۴۱۶ نفر بوده است.